# .ee
.ee — национальный домен верхнего уровня для Эстонии.

## Условие регистрации
Доменное имя второго уровня может зарегистрировать как юридическое, так и частное лицо с постоянным видом на жительство в Эстонии.
Лица, которые не имеют постоянного вида на жительство в Эстонии, для регистрации домена должны иметь ИД-номер административного лица (представителя в Эстонии), которое имеет Эстонское или Европейское гражданство или лицо с постоянным видом на жительство в Эстонии, также при запросе главного регистра (EIS — Eesti Interneti SA, «Фонд Эстонского интернета» перевод.), иностранный регистратор (заявитель) должен предоставить регистру легальную выписку своих данных из Регистра населения.
Цены на домены варьируются от 22,31 до 92,03 евро в год.

## Особенности
- После перехода на новые правила регистрации 5 июля 2010 года домены третьего уровня pri.ee, которые были предназначены для частных лиц и были бесплатны, также стали платными, что не понравилось многим владельцам данных доменов.